# Улица Виллема Реймана
Улица Ви́ллема Ре́ймана (эст. Villem Reimani tänav), в 1957–1991 годах улица Я́ана А́нвельта (эст. Jaan Anveldi tänav) — улица в Таллине, столице Эстонии. 

## География
Пролегает в микрорайоне Компасси городского района Кесклинн. Начинается от Нарвского шоссе, заканчивается на перекрёстке с улицей Гонсиори. Имеет одностороннее движение.
Протяжённость улицы — 278 метров.

## История
Улица получила своё название в 1934 году в честь эстонского общественного деятеля, историка, пастора Виллема Реймана (1861―1917). 

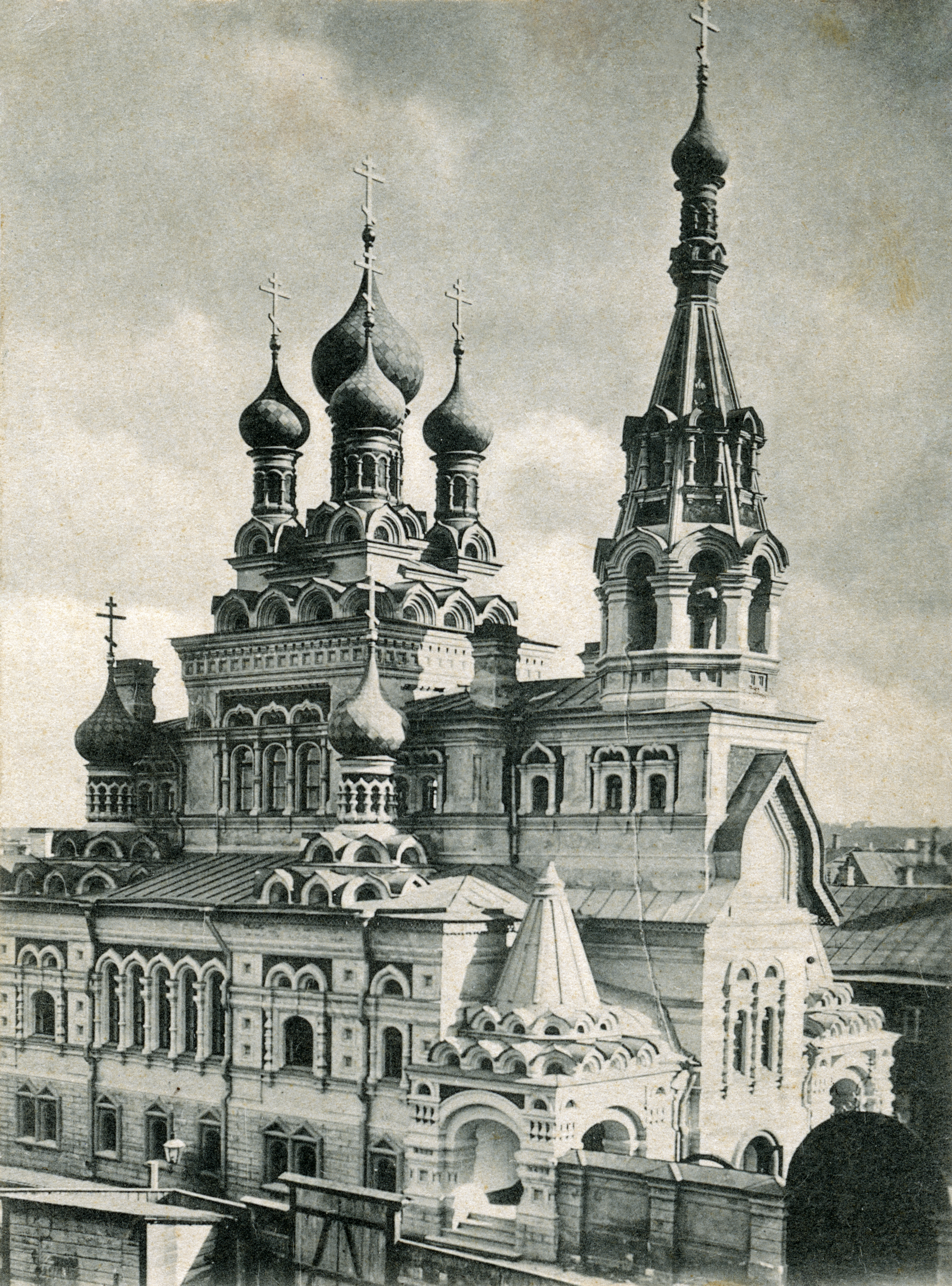
Таллинская вспомогательная церковь Пюхтицкого монастыря (Введенский храм), 1902 г.

С 30 октября 1957 года по 17 октября 1991 года улица называлась улицей Яана Анвельта, по имени одного из руководителей Коммунистической партии Эстонии, писателя Яна Анвельта. 18 октября 1991 года улице вернули прежнее название.
В 1894 году в Таллине была освящена первоначальная деревянная вспомогательная церковь Пюхтицкого монастыря. Эта православная церковь находилась у бывшей реки Хярьяпеа, на углу современных улиц Реймана и Гонсиори, над месте магазина «Каннике». Рядом с церковью было небольшое монастырское строение для десяти монахинь и большой сад. В 1902 году на месте старой церкви была построена новая величественная каменная церковь, вмещавшая до 400 человек — Введенский храм. Размеры продолговатого, трёхнефного храма составляли 25 м в длину и 17 м в ширину; он имел девять купольных башен с богатым убранством и восьмигранную колокольню высотой 32 м. На колокольном заводе города Ярославля было заказано восемь церковных колоколов, самый большой из которых весил почти четыре тонны. Жилое здание погибло во время бомбардировки в марте 1944 года, после этого монахини проживали в подвальных помещениях храма. В 1958 году численность подворья составляла 8 человек. Начиная с 1947 года церковнослужителем Введенского храма был священник Валерий Поведский.
Подворье было закрыто в июне 1959 года, это было связано с усилением антирелигиозной кампании в СССР. Церковь снесли в 1960 году. Причиной сноса церкви была названа необходимость реконструкции улицы Ломоносова.

## Застройка

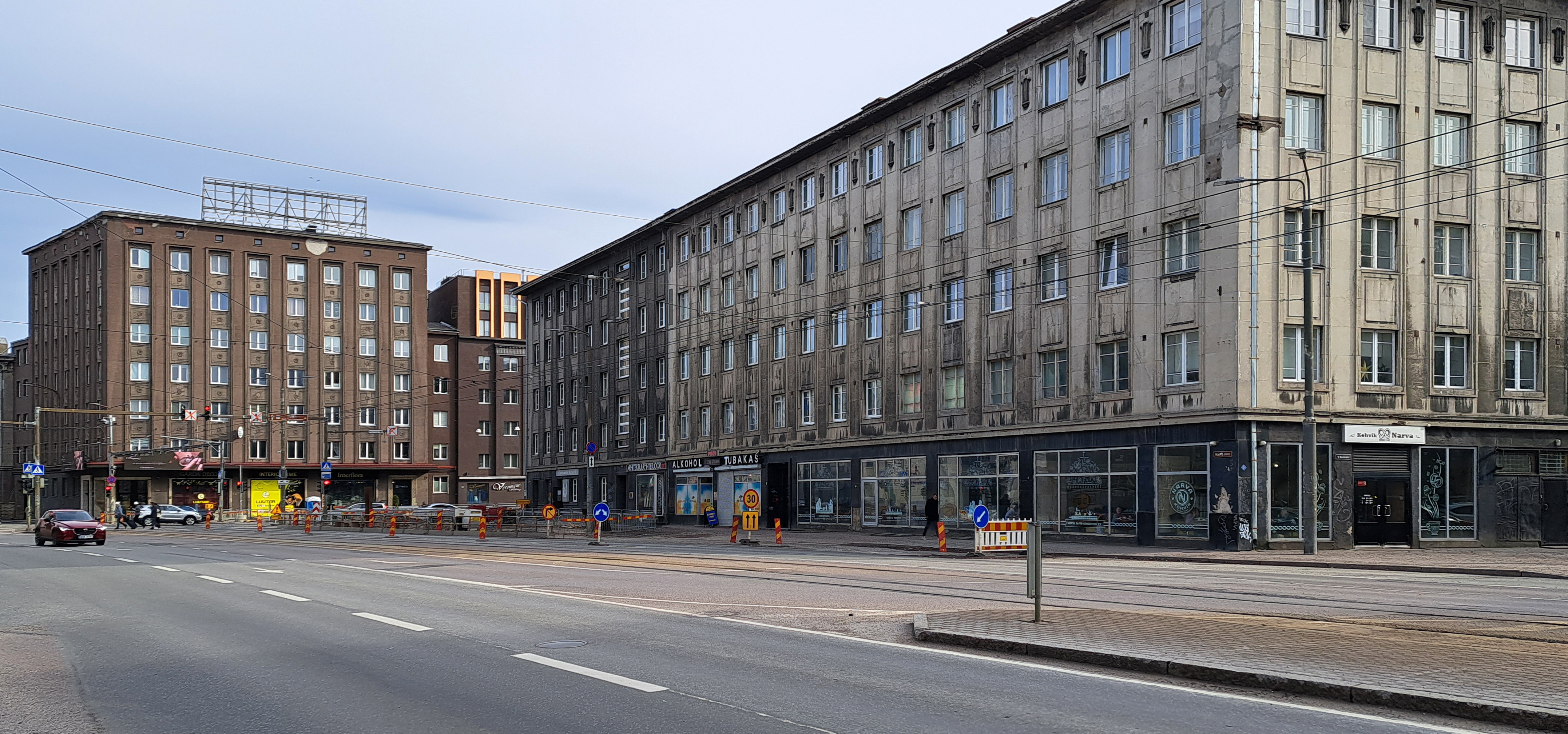
Перекрёсток Нарвского шоссе и улицы Реймана. Справа — кафе «Нарва»

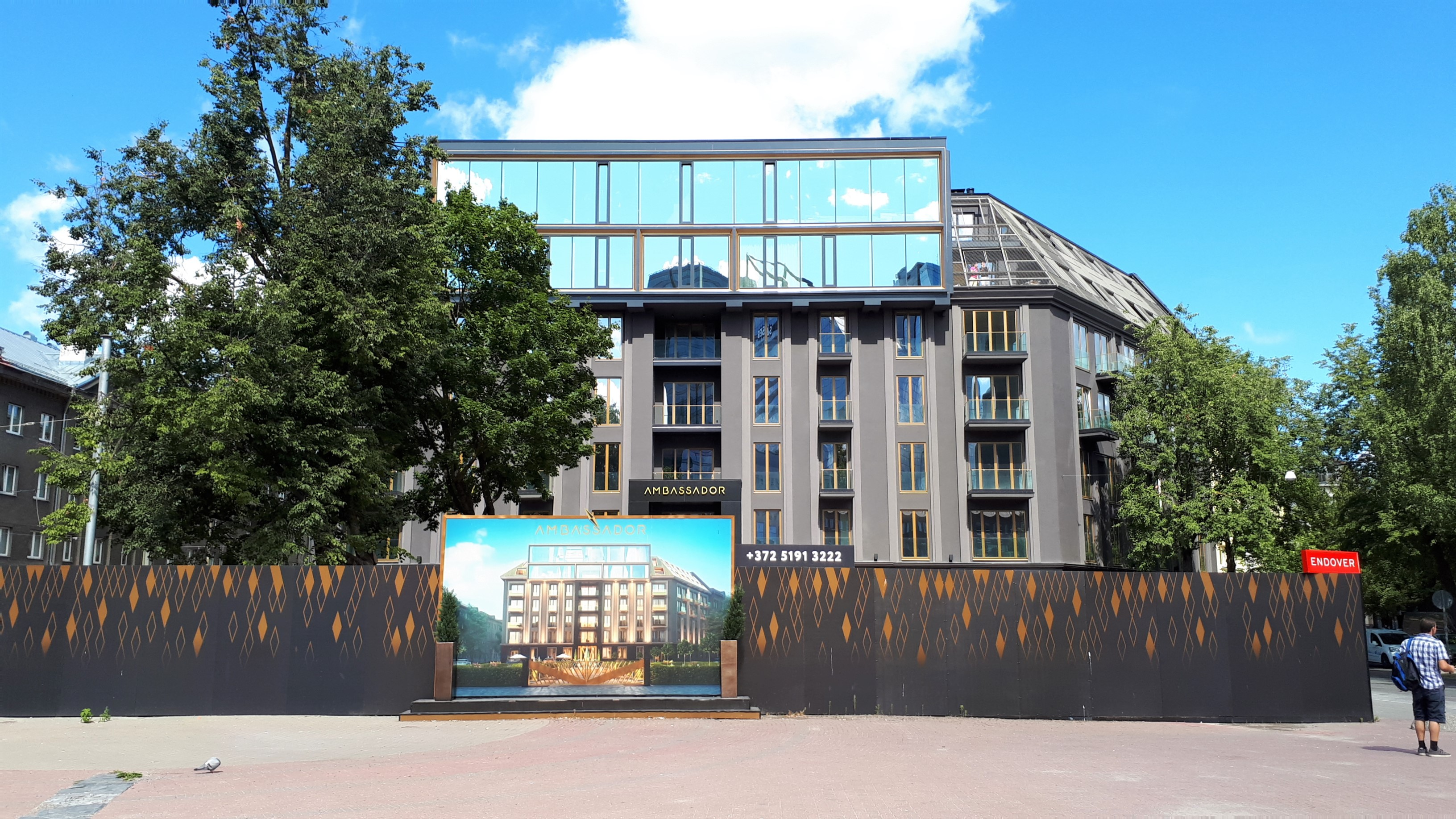
Дом 8 на последнем этапе реконструкции, 2021 год

Регистровый адрес улицы носят девять каменных строений:
- дом 2 — пятиэтажный жилой дом 1956 года постройки;
- дом 3 — четырёхэтажный жилой дом (1957); в здании работает детский сад «Мюракару» (Tallinna Mürakaru Lasteaed);
- дом 4 — пятиэтажный жилой дом (1952);
- дом 5 — четырёхэтажный жилой дом (1956);
- дом 5А — четырёхэтажный жилой дом, построен в 1936 году;
- дом 6 — пятиэтажный жилой дом (1959);
- дом 7 — пятиэтажный жилой дом (1956);
- дом 7A — шестиэтажный жилой дом, построен в 1994 году;
- дом 8 — семиэтажный офисно-жилой дом, построен в 1957 году (прежний адрес ул. Гонсиори 9), после капитальной перестройки в 2021 году стал жилым домом с квартирами люкс-класса и получил название «Ambassador», цена одной из самых дорогих квартир в котором составляла 679 900 евро[7]; ранее в здании размещались общежитие и учебные помещения Государственного художественного института Эстонской ССР;
- дом 9 — одноэтажное здание, в котором расположен цветочный магазин-павильон «Каннике»; построено в 1969 году.

В угловом здании по нечётной стороне в начале улицы c 1947 года работает легендарное кафе «Нарва» (Нарвское шоссе 10).

## Общественный транспорт
По улице проходят городские автобусные маршруты номер 60 и 63 (остановка «Maneeži»).

## Программа защиты эстонской архитектуры 20-го столетия

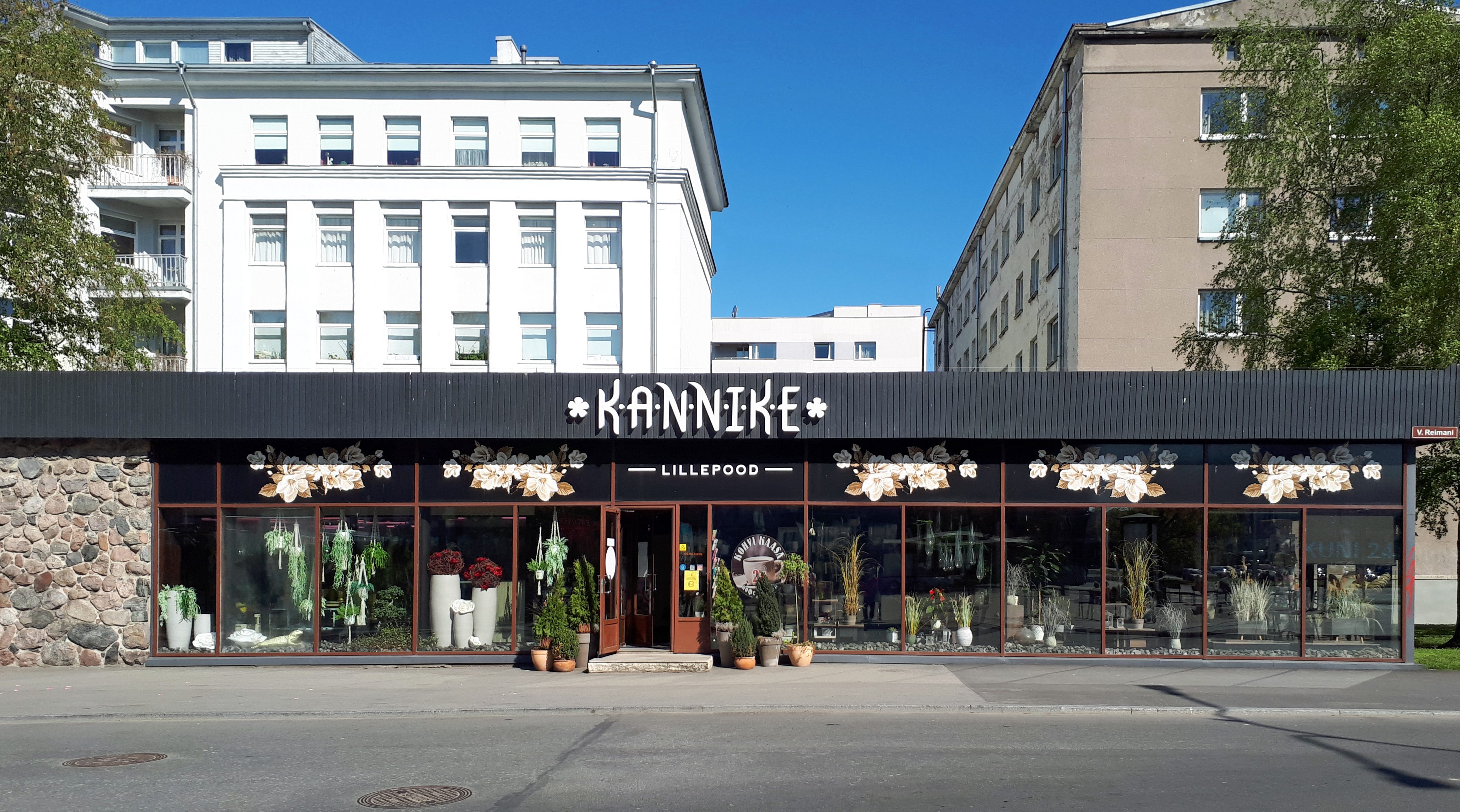
Дом 9, цветочный магазин «Каннике» в 2020 году

По инициативе Министерства культуры Эстонии, Департамента охраны памятников старины, Эстонской академии художеств и Музея архитектуры Эстонии в период с 2008 по 2013 год в рамках «Программы защиты эстонской архитектуры 20-го столетия» была составлена база данных самых ценных архитектурных произведений Эстонии XX века. В ней содержится информация о зданиях и сооружениях, построенных в 1870—1991 годы, которые предложено рассматривать как часть архитектурного наследия Эстонии и исходя из этого или охранять на государственном уровне, или взять на учёт. 
В эту базу данных входит здание цветочного магазина «Каннике», ул. Реймана 9 («Kannike», в переводе с эстонского — фиалка), архитектор Тийт Хансен (Tiit Hansen).